# Mk 81 (爆弾)
Mk.81（Mark 81、マーク81）は、ダグラス・エアクラフト社が開発した航空機搭載爆弾。アメリカ軍が制式化しているMk.80シリーズの低抵抗通常爆弾（Low-Drag General-Purpose bomb, LDGP）としては最も小さく、重量250ポンド（113kg）クラスのモデルとなる。ファイアクラッカー（爆竹）とも呼ばれており、通常は、単体で無誘導爆弾として投下される。

## 開発と展開
1950年代にアメリカ軍が開発し、最初にベトナム戦争で使用された。この爆弾は、44kgのコンポジション H6、ミノール、トリトナール爆薬と鋼鉄の筐体で構成されている。しかしながら、Mk.81の威力は戦術的な使用に不十分であることがわかり、生産はすぐに中止された。今でも残っているのは他国で製造された、この兵器のライセンス生産品やデッドコピーである。
JDAMの一環として、Mk.81爆弾にGPS誘導機能を付加して誘導爆弾としたGBU-29は、他の大口径の爆弾と比べて巻き添え被害を下げることを期待されていたが、小直径爆弾（SDB）の開発により、中止された。

## 発展型
MK.81 スネークアイ
Mk.14 TRD（Tail Retarding Device）を装備して抗力を増やし滞空時間を長くしたもの。これにより、低高度での爆撃が可能となった。
GBU-29
Mk.81にJDAMキットを装備したもの。中止された。